# Roman Cegiełka
Roman Cegiełka (ur. 20 lutego 1972 w Zabrzu) – polski piłkarz.
Swoją karierę zaczął w 1992 jako piłkarz Górnika Zabrze, później trafił do Ruchu Radzionków. Grał tam do 2001, a potem kilkakrotnie zmieniał barwy: Grunwald Ruda Śląska, BBTS Bielsko-Biała, Śląsk Świętochłowice, ŁTS Łabędy, Gazobudowa Zabrze, Przyszłość Ciochowice, Bobrek Karb Bytom, Slavia Ruda Śląska, Szombierkach Bytom. Później trenował zespół Orła Nakło Śląskie a następnie był trenerem IV-ligowej Slavii Ruda Śląska.